# Région naturelle de France
 (mai 2016).
Si vous disposez d'ouvrages ou d'articles de référence ou si vous connaissez des sites web de qualité traitant du thème abordé ici, merci de compléter l'article en donnant les références utiles à sa vérifiabilité et en les liant à la section « Notes et références ».

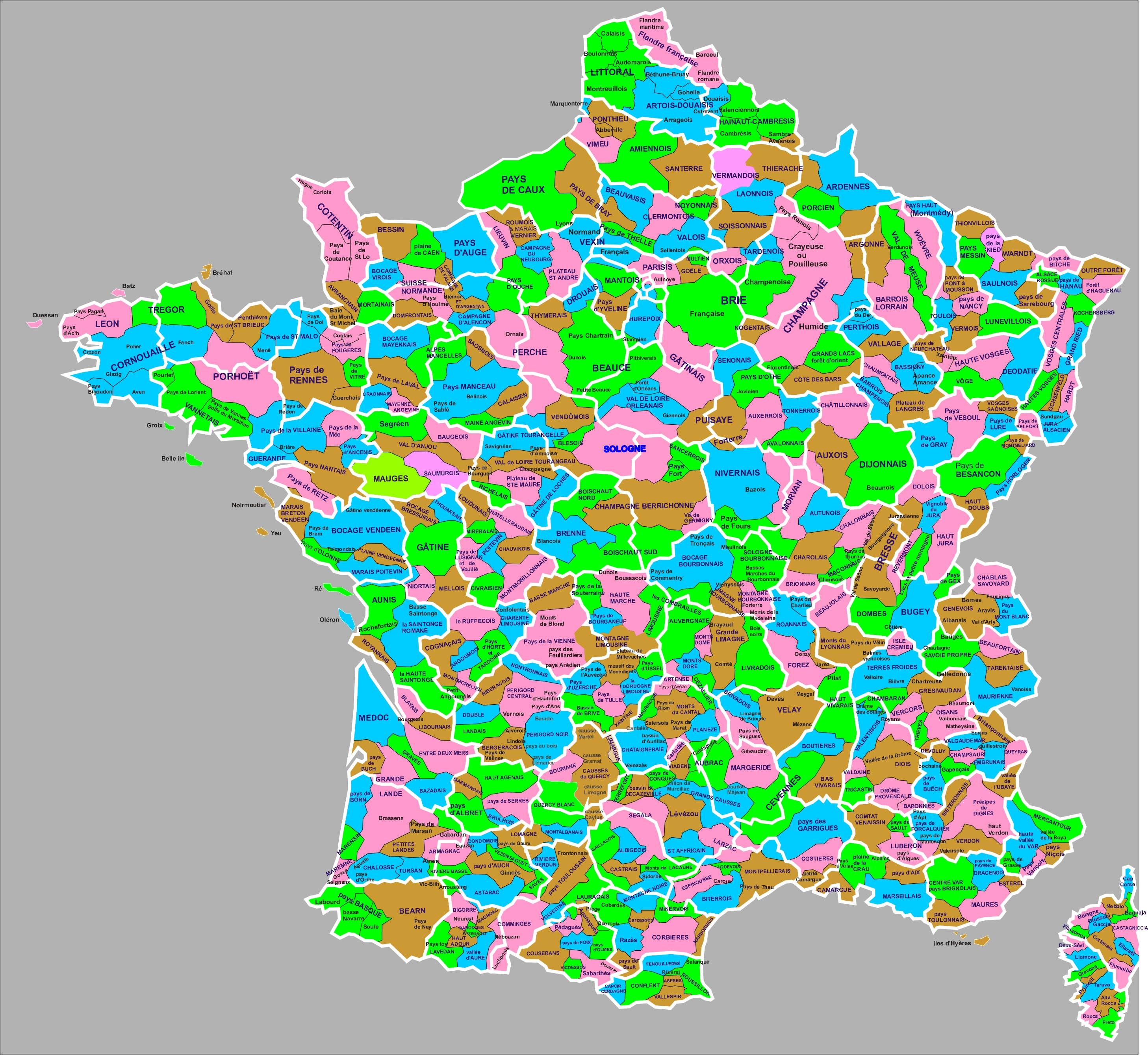
Carte des régions naturelles de France, basée sur Le Guide des Pays de France, Nord et Sud, de Frédéric Zégierman, publié en 1999, et dessinée par Raymond Tarrit.

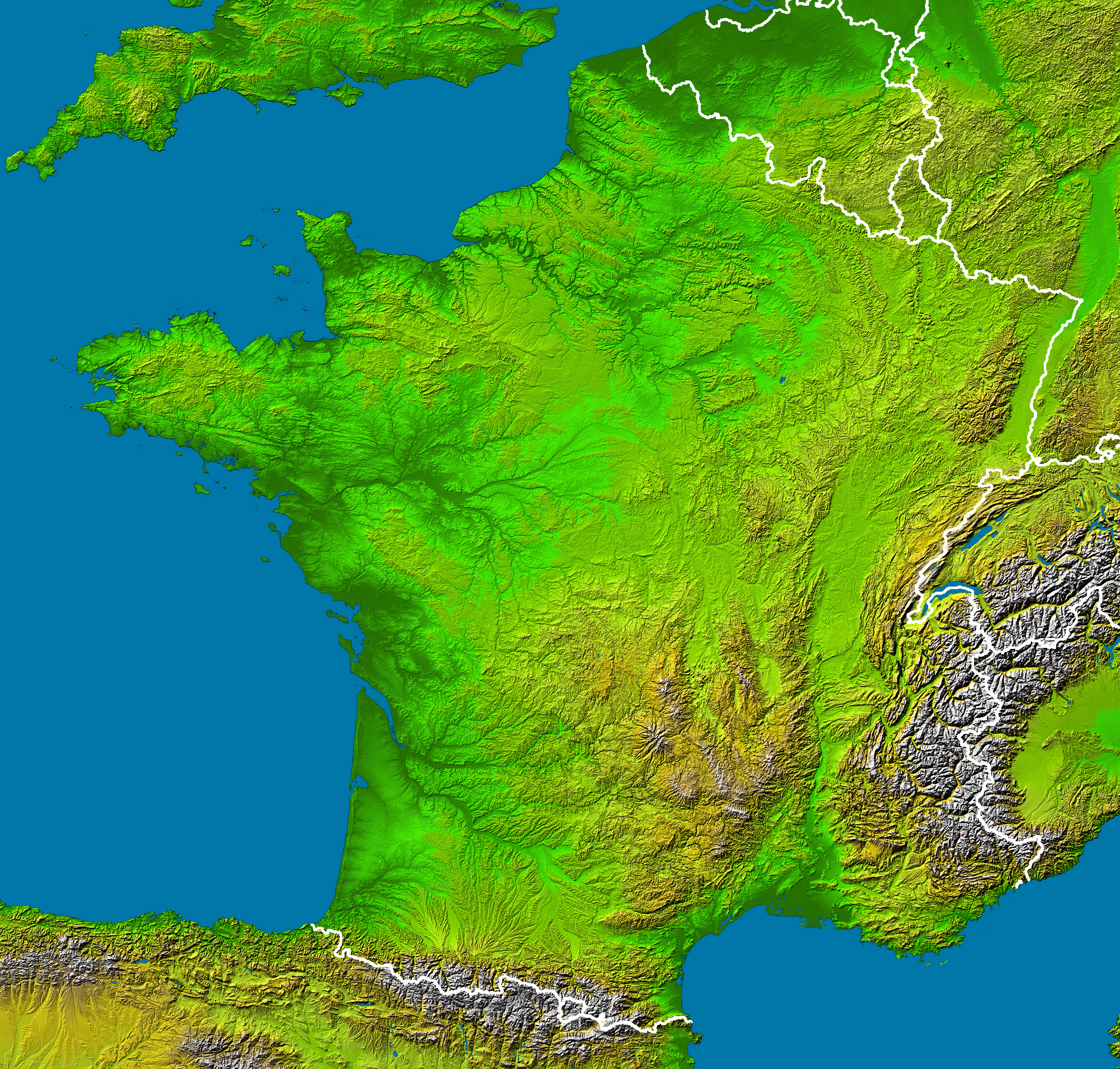
Orographie de la France métropolitaine.

Plusieurs auteurs ont tenté de découper la France en régions naturelles, ou pays traditionnels, sur la base de caractères physiques homogènes (géomorphologie, géologie, climat, sols, ressources en eau) associés à une occupation humaine partageant une identité culturelle propre (perception et gestion de terroirs développant des paysages spécifiques). 
Dans certains cas, les pays traditionnels sont subdivisés en territoires : ainsi la Bresse est subdivisée en Bresse bourguignonne (Bresse louhannaise et Bresse chalonnaise), Bresse savoyarde et Bresse comtoise. En Corse, c'est le  terme microrégion qui a été adopté ; l'île en compte une quinzaine. Le mot pays provient du latin pagus : territoire tribal gallo-romain,.

## L'héritage historique
De nombreuses régions naturelles de France ont pu correspondre à une limite politique du Moyen Âge, héritée des pagi gallo-romains, et parfois, à travers eux, du territoire d'un peuple gaulois ou au rayonnement d'une ville sur son arrière-pays (par exemple le Vendômois). La définition de « pays » peut être issue des travaux d'une société savante locale, d'érudits locaux (le Chinonais étudié par les Amis du Vieux Chinon ou le Lochois décrit dans les travaux de l'érudit local Jacques-Marie Rougé et illustré par le musée du terroir à Loches) ou encore des anciennes identités rurales, notamment depuis le XVIe siècle. À terme, les régions naturelles, confondues avec le pouvoir politique qui les administrait, ont pu donner leur nom à une entité beaucoup plus vaste. Ceci implique parfois des confusions : la même appellation désignant souvent des espaces très différents et parfois sans rapport avec le « pays » qui porte ce nom (la région naturelle, sa zone d'influence historique plus ou moins pérenne, ses éventuels avatars administratifs). Les exemples sont nombreux :
- l'Artois (pays d'Arras) et le Comté d'Artois ;
- le pays de France et l'Île de France qui doivent, comme la France, leurs noms à la Francie ;
- le Hainaut (qui était à l'origine limitée à la vallée de la Haine) désigne des entités historiques et une province administrative (de Belgique) ;
- le Val de Loire qui comprend une partie de la région Centre-Val de Loire, de la Mayenne, de la Sarthe et du Maine-et-Loire ;
- les Pays catalans comprennent en France le département des Pyrénées-Orientales (ils s'étendaient à l'origine jusqu'à Béziers).

## La réalité contemporaine
Les limites administratives actuelles ne coïncident que très exceptionnellement avec une région naturelle ou un pays traditionnel. De plus, la part culturelle et les héritages historiques qui influent sur la perception d'une région « naturelle » rendent parfois délicate une définition précise de chaque « pays », en particulier en l'absence d'un déterminisme physique fort. La perception d'un espace vécu et partagé par ses habitants tend à s'effacer avec l'uniformisation des modes de vie, l'urbanisation, la mécanisation de l'agriculture, l'attraction de métropoles régionales. Les régions naturelles n'en restent pas moins une réalité tangible, parfois prépondérante, à travers les ressources et les contraintes naturelles, les terroirs, les paysages, les toponymes, l'architecture traditionnelle, la gastronomie, les identités locales.

## Un renouveau de la notion de pays traditionnel ou région naturelle
Munies d'une identité physique et culturelle plus ou moins affirmées, les régions naturelles de France sont un espace perçu et vécu par leurs habitants, mais souvent avec des limites incertaines sans reconnaissance administrative. Leur échelle est cependant souvent pertinente et adaptée à l'aménagement du territoire, aussi la notion de région naturelle et de pays traditionnel est-elle désormais prise en considération à travers la LOADTP (Loi d'orientation de l'aménagement durable du territoire) qui définit des pays (aménagement du territoire) ayant des projets spécifiques. L'existence de ces nouvelles entités occasionne des confusions, car les pays de la loi Voynet, tout en reprenant parfois un nom identique, sont de nature différente et ne reprennent pas exactement les mêmes limites, par exemple pour le pays de Bray traditionnel et le pays de Bray loi Voynet.
Les noms donnés aux pays de la loi Voynet peuvent induire en erreur en laissant penser qu'ils regroupent les communes des anciennes provinces historiques et culturelles. Si cela est vrai pour la majorité des communes, la délimitation et bien souvent la dénomination de ces pays administratifs ne tiennent pas compte des limites historiques. Il s'agit en fait d'une délimitation qui suit les limites des cantons.

## Liste des régions naturelles de France
Bénédicte et Jean-Jacques Fénié en dénombrent 546 du Pays d'Ach au Pays d'Yveline. Frédéric Zégierman en dénombre 426 avec 1800 unités naturelles. La notion relativement floue du pays traditionnel ou région naturelle limite la possibilité d'établir une liste précise. Différentes entités, tout aussi pertinentes les unes que les autres mais avec des critères ou un point de vue différents, sont susceptibles de se chevaucher sur le même espace géographique.